# Anton Vernooij
Anthonius Cornelis (Anton) Vernooij (Cothen, 18 november 1940 – De Bilt, 12 januari 2025) was een Nederlands priester, componist en hoogleraar.

## Levensloop
Vernooij ging naar het gymnasium aan het Aartsbisschoppelijk Klein-Seminarie in Apeldoorn, dat hij in 1959 afsloot met het diploma Gymnasium A. Hierna studeerde hij theologie en filosofie aan de Groot-Seminaries in Huis ter Heide en Driebergen-Rijsenburg. Hij werd op 18 juli 1965 door kardinaal Alfrink in de O.L.V. Maria-hemelvaartkerk in Werkhoven tot priester gewijd. Na zijn wijding ging hij naar Italië waar hij compositie en gregoriaanse muziek studeerde aan het Pontificio Istituto di Musica Sacra in Rome en pianolessen in Pescara. Na zijn terugkeer in Nederland in 1969 werd hij docent gregoriaans en hymnologie aan het Nederlands Instituut voor Kerkmuziek in Utrecht. In 1975 promoveerde hij aan het Pontificio Istituto di Musica Sacra in Rome op het proefschrift 'Lo sviluppo della Fuga nelle Fantasie di Jan Pieterszoon Sweelinck' over het werk van Jan Pieterszoon Sweelinck. Hij was in de jaren 80 pastoor van de Paulusparochie in Utrecht. Hierna werd hij in 1998 bijzonder hoogleraar liturgische muziek aan de Universiteit van Tilburg. Daarnaast is hij voorzitter geweest van de samenstellingscommissie Gezangen voor Liturgie.
Vernooij overleed op 84-jarige leeftijd in het fraterhuis Sint-Jozef in het buitengebied van De Bilt.

## Publicaties
- (1990) Het Rooms-katholieke devotielied in Nederland vanaf 1800
- (2002) In schoonheid biddende. De geschiedenis van het Nederlands Instituut voor Kerkmuziek
- (2008) Een honderdjarige in ons midden. Werkhoven
- (2018) Maar één ging er zingen. Een muzikale biografie van Floris van der Putt
- (2018) Zingen van grote dingen. Over muziek in de liturgie
- (2019) Wonen in klanken. Een muzikale biografie van Maurice Pirenne (i.s.m. Jan Jaap Zwitser)